# Louis Antoine de Pardaillan de Gondrin
Louis Antoine de Pardaillan, marchese d'Antin, Gondrin e Montespan (1701) e in seguito 1º Duca d'Antin (1711) (Parigi, 5 settembre 1664 – Parigi, 2 novembre 1736), è stato un nobile francese.

## Biografia
Figlio legittimo di Louis Henri de Pardaillan, marchese di Montespan, e Madame de Montespan, fu accuratamente allevato da suo padre nel castello di Bonnefont in Guascogna insieme con la sorella maggiore, Marie Christine. Arrivò a corte nel 1683. Intraprese poi una carriera militare, con suo padre che gli procurò una commissione come luogotenente.
Grazie al matrimonio avvenuto il 21 agosto 1686, egli fu in grado di entrare nel circolo del Gran Delfino. Sua moglie, Julie Françoise de Crussol (1669–1742) era figlia di Emmanuel II, duc d'Uzès e, attraverso sua madre, Marie-Julie de Sainte-Maure, era una nipote di Charles de Sainte-Maure, duc de Montausier e una bis-bisnipote della famosa marquise de Rambouillet.
Fu anche un alleato dei suoi fratellastri, il Duca di Maine e il Conte di Tolosa, i figli bastardi legittimati della marchesa di Montespan e di Luigi XIV. Tuttavia, nonostante i suoi sforzi migliori, fu incapace di ottenere i favori del re, dopo un errore commesso nel manovrare le sue truppe nella battaglia di Ramillies fu licenziato dall'esercito nel 1707.
Tuttavia, in quello stesso anno, la morte di Madame de Montespan portò a suo figlio Louis Antoine il lascito del castello di Petit-Bourg a Évry-sur-Seine e, molto più importante, il favore reale quando fu finalmente ricompensato con la nomina a governatore dell'Orleanese (1707) poi capo del Bâtiments du Roi (1708). Con quest'ultimo ruolo guadagnò l'accesso presso il re.
Nel 1711, Luigi XIV elevò il marchesato d'Antin in un "duché-pairie", e nel 1724 d'Antin diventò un cavaliere dell'Ordre du Saint-Esprit.
Un organizzatore eccellente con una naturale attitudine per il comando, seppe come soddisfare e come per appianare le difficoltà, arricchendo notevolmente se stesso dal sistema Law. In qualità di capo dei Bâtiments, il duca d'Antin supervisionò i lavori a Versailles. Un confidente di Luigi XIV e dei suoi progetti architettonici (come la Sala d'Ercole), riuscì a completarli sotto Luigi XV.
Antin aprì nuove miniere di marmo nel sud della Francia, come quella di Beyrède, che forniva marmo che fu chiamato "brèche d'Antin" in suo onore, che fu il marmo preferito da Luigi XIV e utilizzato per diversi camini di Versailles, come ad esempio quello monumentale nella Sala d'Ercole.
Nel 1692 acquistò il castello di Bellegarde a Bellegarde, che egli ricostruì al principio del XVIII secolo. Ricostruì anche i giardini del castello di Petit-Bourg prima del 1715, poi intorno al 1720 commissionò un nuovo castello a Pierre Cailleteau (noto come "Lassurance"), la cui costruzione fu completata dopo la morte del duca da Jacques Gabriel. Il suo hôtel a Parigi era in quella che oggi è la Chaussée-d'Antin, dando a quell'area il suo attuale nome. Durante la Régence il duca d'Antin ottenne delle responsabilità politiche. Con la polisinodia diventò il presidente del consiglio degli interni (Conseil du dedans).
Dopo la sospensione dei consigli rimase nel Consiglio di Reggenza, in una posizione puramente onorifica che lasciò il 22 febbraio 1722, allo stesso momento degli altri duchi e marescialli. Dal 1722 in poi si ritirò ulteriormente rinunciando in quello stesso anno al suo titolo di duca in favore di suo nipote, morendo nel 1736 nella sua magione parigina a Chaussée-d'Antin. La sua residenza di Parigi in seguito divento l'Hôtel de Richelieu, la sede parigina del Duca di Richelieu.

## Figli
Dal suo matrimonio con Julie Françoise de Crussol ebbe:
1. Louis de Pardaillan, Marchese di Gondrin (1689–1712), la cui moglie fu Marie Victoire de Noailles ed ebbe figli;
2. Pierre de Pardaillan (1692–1733), vescovo-duca di Langres e membro dell'Académie française, celibe.

## Opere
- Mémoires, pubblicate da Just de Noailles, duca de Mouchy, Parigi, Société des bibliophiles français, 1821
- Discours de ma vie et de mes pensées, 1822
- Le duc d'Antin et Louis XIV : rapports sur l'administration des bâtiments, annotés par le Roi, published with a preface by Jules Guiffrey, Paris, Académie des bibliophiles, 1869

## Ascendenza
|                                                             |                                                |                                             | Genitori                                |  |  | Nonni |  |  | Bisnonni                                       |  |  | Trisnonni                                 |  |
|                                                             |                                                |                                             |                                         |  |  |       |  |  | Antoine Arnaud de Pardaillan, Marchese d'Antin |  |  | Hector de Pardaillan, barone di Montespan |  |
|                                                             |                                                |                                             |                                         |  |  |       |  |  | Antoine Arnaud de Pardaillan, Marchese d'Antin |  |  | Hector de Pardaillan, barone di Montespan |  |
|                                                             |                                                | Jeanne d'Antin, dama d'Antin                |                                         |  |  |       |  |  | Antoine Arnaud de Pardaillan, Marchese d'Antin |  |  |                                           |  |
| Roger Hector de Pardaillan, Marchese d'Antin                |                                                |                                             |                                         |  |  |       |  |  | Antoine Arnaud de Pardaillan, Marchese d'Antin |  |  |                                           |  |
|                                                             |                                                | Paule de Saint Lary                         | Jean de Saint Lary, seigneur de Thermes |  |  |       |  |  |                                                |  |  |                                           |  |
|                                                             |                                                | Paule de Saint Lary                         | Jean de Saint Lary, seigneur de Thermes |  |  |       |  |  |                                                |  |  |                                           |  |
|                                                             |                                                | Paule de Saint Lary                         | Anne de Villemur                        |  |  |       |  |  |                                                |  |  |                                           |  |
| Louis Henri de Pardaillan de Gondrin, Marchese di Montespan |                                                | Paule de Saint Lary                         |                                         |  |  |       |  |  |                                                |  |  |                                           |  |
|                                                             |                                                | Barone Jean Zamet                           | …                                       |  |  |       |  |  |                                                |  |  |                                           |  |
|                                                             |                                                | Barone Jean Zamet                           | …                                       |  |  |       |  |  |                                                |  |  |                                           |  |
|                                                             |                                                | Barone Jean Zamet                           | …                                       |  |  |       |  |  |                                                |  |  |                                           |  |
| Marie Christine de Zamet                                    |                                                | Barone Jean Zamet                           |                                         |  |  |       |  |  |                                                |  |  |                                           |  |
|                                                             |                                                | Jeanne de Goth, dama de Rouillac            | Jacques de Goth                         |  |  |       |  |  |                                                |  |  |                                           |  |
|                                                             |                                                | Jeanne de Goth, dama de Rouillac            | Jacques de Goth                         |  |  |       |  |  |                                                |  |  |                                           |  |
|                                                             |                                                | Jeanne de Goth, dama de Rouillac            | Hélène de Nogaret                       |  |  |       |  |  |                                                |  |  |                                           |  |
| Louis Antoine de Pardaillan                                 |                                                | Jeanne de Goth, dama de Rouillac            |                                         |  |  |       |  |  |                                                |  |  |                                           |  |
|                                                             | Gaspard de Rochechouart, Marchese di Mortemart | René de Rochechouart, seigneur de Mortemart |                                         |  |  |       |  |  |                                                |  |  |                                           |  |
|                                                             | Gaspard de Rochechouart, Marchese di Mortemart | René de Rochechouart, seigneur de Mortemart |                                         |  |  |       |  |  |                                                |  |  |                                           |  |
|                                                             | Gaspard de Rochechouart, Marchese di Mortemart | Jeanne de Saulx de Tavannes                 |                                         |  |  |       |  |  |                                                |  |  |                                           |  |
| Gabriel de Rochechouart, Duca di Mortemart                  | Gaspard de Rochechouart, Marchese di Mortemart |                                             |                                         |  |  |       |  |  |                                                |  |  |                                           |  |
|                                                             |                                                | Louise de Maure                             | Charles de Maure                        |  |  |       |  |  |                                                |  |  |                                           |  |
|                                                             |                                                | Louise de Maure                             | Charles de Maure                        |  |  |       |  |  |                                                |  |  |                                           |  |
|                                                             |                                                | Louise de Maure                             | Diane de Pérusse des Cars               |  |  |       |  |  |                                                |  |  |                                           |  |
| Françoise Athénaïs de Rochechouart                          |                                                | Louise de Maure                             |                                         |  |  |       |  |  |                                                |  |  |                                           |  |
|                                                             |                                                | Jean de Grandseigne                         | Pierre de Grandseigne                   |  |  |       |  |  |                                                |  |  |                                           |  |
|                                                             |                                                | Jean de Grandseigne                         | Pierre de Grandseigne                   |  |  |       |  |  |                                                |  |  |                                           |  |
|                                                             |                                                | Jean de Grandseigne                         | Françoise Baillard                      |  |  |       |  |  |                                                |  |  |                                           |  |
| Diane de Grandseigne                                        |                                                | Jean de Grandseigne                         |                                         |  |  |       |  |  |                                                |  |  |                                           |  |
|                                                             |                                                | Catherine de La Béraudière                  | François de La Béraudière               |  |  |       |  |  |                                                |  |  |                                           |  |
|                                                             |                                                | Catherine de La Béraudière                  | François de La Béraudière               |  |  |       |  |  |                                                |  |  |                                           |  |
|                                                             |                                                | Catherine de La Béraudière                  | Anne Adrienne Frotier                   |  |  |       |  |  |                                                |  |  |                                           |  |
|                                                             |                                                | Catherine de La Béraudière                  |                                         |  |  |       |  |  |                                                |  |  |                                           |  |